# Tom Carroll
Pour les articles homonymes, voir Tom Carroll (football) et Carroll.
Tom Carroll, né le 26 novembre 1961, est un surfeur professionnel australien. 

## Biographie
Il remporte le titre de champion du monde junior de surf en 1978, de Pro Junior en 1977 et 1980.
Il devient champion du monde de surf en 1983 et 1984 et obtient également le titre de champion de pipe en 1987.
Tom Carroll est le premier surfeur millionnaire grâce à son contrat avec Quiksilver en 1989.
Son portrait a été suspendu en 2000 dans la Maison-Blanche[réf. nécessaire].